# Madmind Studio
Madmind Studio — студия занимающиеся разработкой компьютерных игр. Основана в 2016 году в городе Быдгощ, Польша Томашом Дуткевичем (пол. Tomasz Dutkiewicz). Польская версия журнала Forbes разместила студию на 50-е место (из пятидесяти), среди польских студий-разработчиков компьютерных игр, с капитализацией 50 млн злотых.

## История
Madmind Studio была основана 7 марта 2016 Томашом Дуткевичем. Некоторые разработчики из студии ранее работали над AAA-играми, такими как The Division, The Witcher 3, Sniper: Ghost Warrior 2. Первой игрой выпущенной студией стала Agony, на создание которой студия провела успешную кампанию по привлечению средств на Kickstarter, запросив сумму 66 666 канадских долларов. В последствии компания выбрала инвестиционную стратегию.
Первоначально игра получила рейтинг «Только для взрослых» (англ. Adults Only) от ESRB из-за насилия и порнографических изображений. Разработчикам пришлось смягчить некоторые проявления насилия, чтобы позволить игре вместо этого получить рейтинг  «Для взрослых» (англ. Mature). Однако это вызвало критику со стороны игроков, которым была обещана более откровенная игра. Считается, что это недовольство спровоцировало низкие оценки и продажи игры; игра была признана худшей в 2018 году. В последствии студия выпустила версию «без цензуры».
В ноябре 2018 студия анонсировала игру Paranoid, о которой с момента анонса не было никаких новостей. Второй выпущенной игрой стала Succubus, на этот раз игра получила более высокие оценки от критиков. 
В 2020 разработчики анонсировали Tormentor. 
В 2022 году анонсировали Sanctus.

### Художественные особенности
Основной жанр игр, разрабатываемых студией, — survival horror. К особенностям студии стоит отнести разработку игр, фокусирующихся на жестокости, насилии и откровенном изображении человеческого тела. Среди мест действия, куда они отправляют игрока, Ад или пыточные камеры. В связи с чем игры студии неоднократно попадали в фокус внимания общественности, критикующей их исполнение. 

## Разработанные игры
| Год  | Название  | Платформа(ы)                                      | Примечание |
| ---- | --------- | ------------------------------------------------- | ---------- |
| 2018 | Agony     | Windows, PlayStation 4, Xbox One, Nintendo Switch |            |
| 2021 | Succubus  | Windows                                           |            |
| 2023 | Paranoid  | Windows                                           | [ 13 ]     |
| 2024 | Tormentor | Windows, PlayStation 5, Xbox Series X/S           | [ 15 ]     |
| TBA  | Sanctus   | Windows                                           | [ 16 ]     |